# San Vendemiano
San Vendemiano är en ort och kommun i provinsen Treviso i regionen Veneto i Italien. Kommunen hade 9 854 invånare (2022).